# Инквизитор (телесериал)
«Инквизи́тор» — российский многосерийный детективный телевизионный художественный фильм режиссёра Юрия Мороза, снятый в 2014 году «Продюсерской фирмой Игоря Толстунова» («Профит»).
Премьера телесериала состоялась 21 апреля 2014 года на украинском телеканале «Интер».
В России премьерный показ состоялся с 1 по 9 августа 2018 года на «Первом канале».

## Сюжет
2014 год. Небольшой российский приграничный городок Мельберг (бывшая территория Финляндии, вошедшая в состав Советского Союза в 1944 году), потрясает зловещая череда убийств, похожих на казнь. Некто с жестокостью средневекового инквизитора отправляет на тот свет влиятельных людей, оставляя загадочные послания на латыни. Кто следующая жертва — «Инквизитор» подсказывает сам, но шанса на спасение не даёт. Кажется, что «Инквизитор» может предугадать каждый шаг следствия, однако петербургский частный сыщик Наталья Серебрянская готова принять брошенный вызов…

## Роли исполняют

### В главных ролях
- Виктория Исакова — Наталья Павловна Серебрянская, частный детектив из детективного агентства в Санкт-Петербурге, бывший сотрудник Санкт-Петербургского уголовного розыска, майор полиции
- Александр Лыков — Геннадий Петрович Геращенко, майор полиции, следователь, начальник следственной группы районного Следственного комитета
- Андрей Смоляков — Генрих Карлович Штольц, местный олигарх, «теневой» глава города Мельберга по прозвищу «Вальтер»
- Виктор Вержбицкий — Стани́слав Юрьевич Крутецкий, юрист, адвокат и поверенный в делах («теневой» директор) Генриха Карловича Штольца
- Дарья Мороз — Кира Эдуардовна Фальк, помощник по связям с общественностью начальника районного Следственного комитета Георгия Тимофеевича Носкова
- Никита Тезин — Сеппо Хаккинен, лейтенант полиции, следователь, сотрудник следственной группы районного Следственного комитета
- Николай Козак — Алексей Михайлович Тимофеев, капитан полиции, следователь, сотрудник следственной группы районного Следственного комитета, заместитель Геннадия Геращенко
- Борис Каморзин — Георгий Тимофеевич Носков, полковник юстиции, начальник районного Следственного комитета
- Надежда Маркина — Зинаида Сергеевна Шемякина, вдова убитого председателя городской жилищной комиссии Андрея Богдановича Шемякина, бывшая учительница русского языка и литературы Антона Каменева и Берты Фреймане
- Виталий Коваленко — Дамир Ильдарович Хусаинов, медэксперт, сотрудник следственной группы районного Следственного комитета
- Алексей Вертков — Антон Зиновьевич Каменев («Камень»), водитель на хлебопекарне Генриха Карловича Штольца, бывший осуждённый за зверское убийство отца, одноклассник и первая любовь Берты Фреймане
- Дмитрий Астрахан — Исаак Ройзман, владелец частного детективного агентства в Санкт-Петербурге, начальник Натальи Серебрянской

### В ролях
- Константин Лавроненко — Егор Свенсон, художник-реставратор, возлюбленный Натальи Серебрянской, школьный друг Генриха Карловича Штольца
- Роман Мадянов (в начальных титрах 11 и 12 серии - Роман Модянов) — Иван Лосев
- Клавдия Коршунова — Берта Фреймане, дочь Валдиса, телохранитель Генриха Карловича Штольца, снайпер, подруга и одноклассница Антона Каменева («Камня»)
- Александр Голубев — «Шмель», телохранитель Генриха Карловича Штольца, киллер
- Максим Стоянов — Тимур Вениаминович, эксперт-криминалист, сотрудник следственной группы районного Следственного комитета
- Любовь Аксёнова — Варвара Павловна Серебрянская, младшая сестра частного детектива Натальи Серебрянской
- Сергей Уманов — Макаров, грузчик в порту, профсоюзный активист, забастовщик
- Анна Уколова — Клавдия Махина, диспетчер, рецидивистка
- Арнис Лицитис — Валдис Фрейманис, главный врач больницы в Мельберге, отец Берты
- Сергей Легостаев — Илья Романович Филимонов («Филин»), подчинённый Генриха Штольца
- Алексей Кирсанов — «Бритва», бандит Штольца
- Олег Ребров — Буряк, участковый уполномоченный полиции
- Виктор Соловьёв — Аксель, могильщик на городском кладбище Мельберга, помощник Крутецкого
- Александр Голубков — Козлов, могильщик на городском кладбище Мельберга
- Андрей Межулис — Аркадий Николаевич Сафронов, директор краеведческого музея города Мельберга
- Сергей Миллер — Роберт Абрамович Песков, директор психиатрической больницы, друг Валдиса Фрейманиса
- Сергей Неудачин — Садырин, лесничий в заповеднике
- Леонид Окунев — отец Игнатий
- Татьяна Тимакова — Роза, жена и помощница Исаака Ройзмана
- Геннадий Макоев — Афанасий Фёдорович Баринов, полковник в отставке, ростовщик, крёстный отец Антона Каменева
- Глеб Пускепалис — Константин Зырянов, однокурсник Варвары
- Полина Пушкарук — Дарья Борисовна, прислуга в доме Зинаиды и Андрея Шемякиных
- Сергей Шеховцов — Михаил Семёнович Петляков («Петля»), директор городского кладбища Мельберга
- Александр Числов — Шульгин, мастер в автомастерской «Светлый путь» в Мельберге, начальник Василия Лобанова
- Олег Кузнецов — Василий Петрович Лобанов, слесарь из автомастерской «Светлый путь», бывший депутат первого городского созыва
- Евгений Бакалов (в титрах Евгений Бокалов) — Андрей Богданович Шемякин, председатель городской жилищной комиссии, лучший друг начальника районного Следственного комитета Георгия Тимофеевича Носкова
- Микаэль Джанибекян — Ашот Степанян, главный архитектор города Мельберга, автор архитектурного проекта развлекательного центра
- Наталья Батрак — Мартынова, архивариус
- Татьяна Майст — мать автослесаря Василия Лобанова
- Юрий Лопарёв — сожитель матери автослесаря Василия Лобанова
- Дмитрий Чеботарёв — Герман Александрович Самсонов, режиссёр порнофильмов
- Леонид Максимов — «Вяленый», криминальный «авторитет»
- Богдан Берзиньш — Ян, военный офицер из Риги, бывший любовник Натальи Серебрянской, муж Инги
- Маруся Климова — Екатерина Геннадьевна Курская, ведущая телевизионной программы «Горячие новости Мельберга»
- Ирина Лазарева — Валентина Осокина, соседка Афанасия Фёдоровича Баринова и свидетель по делу об его убийстве
- Юрий Павлов — Зиновий Каменев, отец Антона, полковник КГБ
- Андрей Ганусевич — экскурсовод в краеведческом музее города Мельберга

## Съёмочная группа
- Автор сценария: Олег Егоров
- Режиссёр-постановщик: Юрий Мороз
- Оператор-постановщик: Николай Ивасив, R.G.C.
- Художник-постановщик: Екатерина Кожевникова
- Композитор: Юрий Потеенко
- Художник по костюмам: Светлана Вольтер
- Художник по гриму: Марина Фирсова
- Художник-декоратор: Константин Ляхов
- Ассистент режиссёра по реквизиту: Дениел Андерсон
- Режиссёр монтажа: Наталья Кучеренко
- Монтажёр: Юрий Троянкин
- Звукорежиссёры: Сергей Садыков, Ольга Субботина
- Звукорежиссёр записи и сведения музыки: Андрей Лёвин
- Звукооператор первичной записи звука: Алексей Леонтьев
- Режиссёры: Наталья Федотова, Наталья Маслова
- Кастинг: Андрей Ганусевич
- Постановщик трюков: Юрий Сысоев
- Пиротехники: ООО «Киношоу», Павел Терехов
- Цветокоррекция: Денис Лузанов
- Редакторы: Ирина Яшина и Анастасия Владимирова
- Сопродюсер: Анна Кагарлицкая
- Музыкальный продюсер: Олег Пшеничный
- Линейный продюсер: Николай Суров
- Исполнительный продюсер: Михаил Шашков
- Генеральный продюсер: Игорь Толстунов
- Продюсер: Сергей Козлов